# Hydrolagus alberti
Hydrolagus alberti é uma espécie de peixe cartilaginoso da família Chimaeridae. Pode ser encontrada nos seguintes países: México, nos Estados Unidos da América e possivelmente em Suriname.
O seu habitat natural é o mar aberto.
Seu estado de conservação é pouco preocupante.